# NGC 3262
NGC 3262 é uma galáxia lenticular (SB0) localizada na direcção da constelação de Vela (constelação). Possui uma declinação de -44° 09' 36" e uma ascensão recta de 10 horas, 29 minutos e 06,1 segundos.
A galáxia NGC 3262 foi descoberta em 2 de Fevereiro de 1835 por John Herschel.